# 阿尔马哈诺
阿尔马哈诺，是西班牙卡斯蒂利亚-莱昂索里亚省的一个市镇。总面积10平方公里，总人口191人（2001年），人口密度19人/平方公里。